# Colibri
Colibri es un género de aves apodiformes perteneciente a la familia Trochilidae que agrupa a cinco especies nativas de la América tropical (Neotrópico), cuyas áreas de distribución se encuentran entre el centro de México, por América Central y del Sur hasta el norte de Argentina, este de Paraguay y sur de Brasil, la especie C. thalassinus puede alcanzar, como vagante, los Estados Unidos y Canadá. A sus miembros se les conoce por el nombre común de colibríes y también picaflores, orejivioletas u oreja-violetas, entre otros.

## Etimología
El nombre genérico masculino «Colibri» proviene de la palabra del español «colibrí» que designa de forma general a los troquílidos y tiene supuestamente origen en el Caribe.

## Características
Los colibríes de este género son de tamaño medio grande, miden entre 11 y 14 cm de longitud y se caracterizan por sus parches auriculares empenachados, de color azul a violeta, y por la barba subterminal azul negruzca de la cola; los picos, de cortos a medios, son negros y ligeramente curvados.
Las colas son ampliamente arredondadas. Tres de las especies tienen el plumaje de color predominante verde, con los machos ostentando un parche azul a violeta para atrás y para abajo del ojo, que se eriza cuando están excitados, y un parche brillante en la garganta. Las hembras son generalmente como el macho, pero los parches auriculares y de la garganta son menores.
Los colibríes orejivioletas construyen significativos nidos en forma de taza, en los cuales depositan dos huevos blancos. Sus cantos son sonoros y persistentes, a menudo una repetición de notas dobles.
Estas aves frecuentan rápidamente los comederos artificiales de néctar y no demuestran miedo de los humanos. Son agresivamente territoriales y en los comederos o arbustos florecidos gastan más tiempo mientras desafían a otros colibríes que en alimentarse ellos.

## Taxonomía
El género Colibri fue propuesto por el naturalista alemán Johann Baptist von Spix en 1824, la especie tipo es Colibri serrirostris, por designación subsecuente.
La especie C. cyanotus, originalmente tratada como especie plena, fue por mucho tiempo considerada como una subespecie de C. thalassinus, pero el rango de especie separada fue restablecido con base en los estudios de Remsen et al. (2015), lo que fue ratificado por el Comité de Clasificación de Sudamérica (SACC) en la Propuesta No 796.

## Especies
Según las clasificaciones del Congreso Ornitológico Internacional (IOC) y Clements Checklist, el género agrupa a las siguientes especies con el respectivo nombre popular de acuerdo con la Sociedad Española de Ornitología (SEO), u otro cuando referenciado:
| Imagen | Nombre científico    | Autor            | Nombre común                | Estado de conservación | Distribución |
| ------ | -------------------- | ---------------- | --------------------------- | ---------------------- | ------------ |
|        | Colibri serrirostris | (Vieillot, 1816) | colibrí orejimorado         | LC                     |              |
|        | Colibri coruscans    | (Gould, 1846)    | colibrí rutilante           | LC                     |              |
|        | Colibri delphinae    | (Lesson, 1839)   | colibrí pardo               | LC                     |              |
|        | Colibri thalassinus  | (Swainson, 1827) | colibrí verdemar            | LC                     |              |
|        | Colibri cyanotus     | (Bourcier, 1843) | colibrí oreja violeta menor | NE                     |              |